# Subzone van Nassarius reticosus en Chlamys opercularis

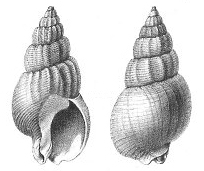

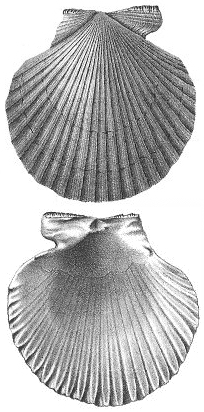
Nassarius reticosus en Aequipecten opercularis
naamgevende soorten
voor MOL. D1

De Zone van Nassarius reticosus en Chlamys opercularis of MOL. D1 is een molluskenbiozone in het mariene Plioceen van Nederland.
De zone is beschreven als de jongste subzone binnen de 'Zone van Turritella incrassata en Yoldia semistriata' en is vernoemd naar twee meestal algemeen optredende soorten: Nassarius reticosus en Chlamys opercularis (wijde mantel). De geldige naam van de laatste soort is Aequipecten opercularis. Het is niet gebruikelijk om de naam van een biozone aan te passen als door taxonomische of nomenclatorische redenen de naam van de naamgevende soorten later verandert. In de zonenaam blijven "ouderwetse" namen dus gewoon staan. Dit is in lijn met de aanbevelingen van de 'International Stratigraphic Guide'.
De zone werd in 1975 door Spaink geïntroduceerd als onderdeel van een biozonering van de mariene afzettingen uit het Boven Mioceen tot en met het Vroeg Pleistoceen van Nederland. De zone is aanwezig in de Formatie van Oosterhout en heeft en heeft een Reuverien ouderdom.

## Definitie
De zone is gedefinieerd als een 'assemblage zone'. Dat betekent dat van een gegeven aantal soorten die een 'assemblage' kunnen vormen een aantal in de bestudeerde laag moet voorkomen om de aangetroffen fossiele fauna tot die zone te kunnen rekenen. Hoewel dus alle als kenmerkend beschouwde soorten bij elkaar kunnen worden aangetroffen is het niet noodzakelijk dat al deze soorten daadwerkelijk aanwezig zijn. Het is zelfs niet noodzakelijk dat de naamgevende soorten van de zone in de onderzochte laag aanwezig zijn.
Spaink (1975) beschouwde het gezamenlijke voorkomen van een aantal van de volgende soorten als kenmerkend voor deze zone:
| - Aequipecten opercularis - Astarte fusca basteroti - Astarte incerta - Gibbula beetsi - Gibbula nehallenniae - Glycymeris variabilis | - Macoma obliqua - Mytilus edulis auct. - Nassarius consociatus - Nassarius reticosus - Neptunea angulata - Rissoa obsoleta | - Scaphella lamberti - Tellina benedeni - Tornus belgicus - Trivia spec. - Turritella tricarinata |

Natuurlijk zijn dit niet alle soorten die uit deze zone bekend zijn maar deze beperkte lijst geeft al aan dat de associatie duidt op een betrekkelijk warme zee. Het relatief hoge aandeel van uitgestorven soorten is opvallend. Een groot deel van deze soorten is in deze biozone in het Noordzeegebied voor het laatst aanwezig.
De MOL.A zone werd beschreven als de jongste van een serie molluskenzones beginnend in het Boven Mioceen en eindigend in het Tiglien. Van oud naar jong zijn dit de zones MOL.E tot en met MOL.A. (zie het schema onderaan deze pagina).
Het is mogelijk dat zones MOL.C en subzone MOL.D1 deels tijdsequivalent zijn en in feite op faciële verschillen tussen de afzettingen duiden.
Zie voor het verschil met subzone MOL.D2 het volgende paragraafje.

## Pacifische immigranten
Het meest opvallende verschijnsel binnen zone MOL.D1 is de aankomst van een grote groep soorten die hun oorsprong in de Grote Oceaan heeft. Tot deze zgn. 'Pacifische Groep' behoren onder andere de volgende soorten (geen volledige opsomming!): Acila cobboldiae, Yoldia lanceolata, Mytilus sp., Serripes groenlandicus, Macoma obliqua, Macoma praetenuis, Mya truncata, Buccinum undatum, Neptunea despecta, Neptunea angulata, etc. Zij verschijnen op verschillende tijdstippen na elkaar. Tot de eerst optredende soorten behoren o.a. Acila cobboldiae en Macoma obliqua. Deze migratiegolf gaat door na deze zone: tot de laatste binnenkomers behoren Macoma balthica (zeer laat in zone MOL.A) en Littorina saxatilis (na zone MOL.A). In zone MOL.D2 ontbreken soorten uit deze Pacifische Groep wat reden is om aan te nemen dat het verschil tussen beide subzones niet louter facieel is, maar vooral gebaseerd is op verschil in ouderdom.
De Pacifische migranten hebben de Atlantische Oceaan via de Beringstraat weten te bereiken. Naar dit verschijnsel is zeer veel onderzoek verricht (o.a. Vermeij, 1989 & 1991; Meijer, 1993).

## Biozones in Nederland
| chronostratigrafie | chronostratigrafie | Associatiezone                                         | Associatiezone                                         | Associatiezone                                         | Zonesymbool |
| ------------------ | ------------------ | ------------------------------------------------------ | ------------------------------------------------------ | ------------------------------------------------------ | ----------- |
| Onder- Pleistoceen | Tiglien            | Zone van Mya arenaria en Hydrobia ulvae                | Zone van Mya arenaria en Hydrobia ulvae                | Zone van Mya arenaria en Hydrobia ulvae                | MOL.A       |
| Onder- Pleistoceen | Pretiglien         | Zone van Serripes groenlandicus en Yoldia lanceolata   | Zone van Serripes groenlandicus en Yoldia lanceolata   | Zone van Serripes groenlandicus en Yoldia lanceolata   | MOL.B       |
| Plioceen           | Piacenzien         | Zone van Nassarius propinquus en Lentidium complanatum | Zone van Nassarius propinquus en Lentidium complanatum | Zone van Nassarius propinquus en Lentidium complanatum | MOL.C       |
| Plioceen           | Piacenzien         | Zone van Turritella triplicata en Yoldia semistriata   | MOL.D                                                  | Subzone van Nassarius reticosus en Chlamys opercularis | MOL.D1      |
| Plioceen           | Zanclien           | Zone van Turritella triplicata en Yoldia semistriata   | MOL.D                                                  | Subzone van Chlamys gerardi en Astarte trigonata       | MOL.D2      |
| Boven Mioceen      | Boven Mioceen      | Zone van Arcoperna sericea en Chlamys tigerina         | Zone van Arcoperna sericea en Chlamys tigerina         | Zone van Arcoperna sericea en Chlamys tigerina         | MOL.E       |

## Relaties met vroeger en elders gebruikte eenheden
Equivalenten van deze zone zijn aanwezig in Engeland (de Red Crag Formation in East Anglia) en in België. In België komt deze zone ongeveer overeen met het Scaldisien.

## Mollusken uit zone MOL.D1

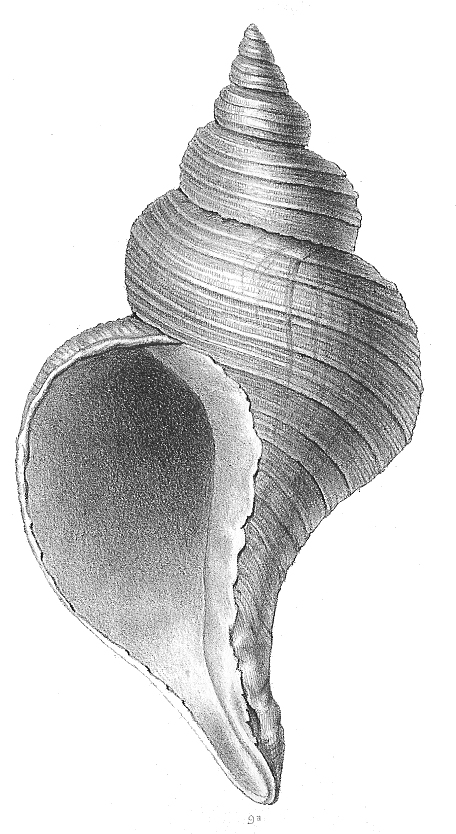
Neptunea angulata
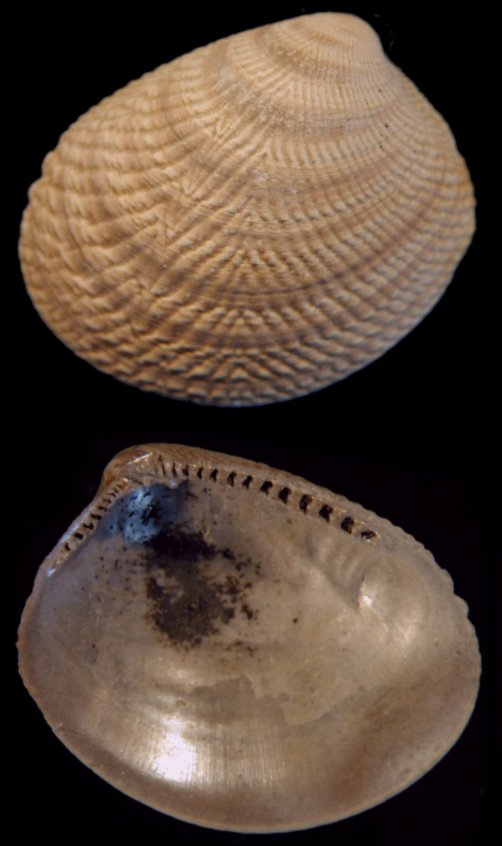
Acila cobboldiae